# 橋本和恵
橋本 和恵（はしもと かずえ、1977年 - ）は日本の実業家である。

## 略歴
1977年
兵庫県生まれ　
1997～1999年
佐賀県立有田窯業大学校　陶磁器科を卒業。
第97回　九州山口陶磁展 「美術工芸品・オブジェ」部門にて
最年少入選を果たす。

兵庫県の自宅工房でロクロを回して陶芸作品を製作中、
偶然アルバイトで始めたマネキン販売員に目覚める、という遍歴の販売人。
2000～2005 年
なんでも売れるNo.1販売員としてあらゆるメーカーで驚異的な売上を記録。
「客が去らない」「なんでもドンドン売る」と評判が立ち、全国から依頼が殺到。
2006 年
フジテレビ　ディノス　通販キャスター （現在フリーで活動中）
2007 年
売れる売れる研究所　設立
実際の販売現場で鍛えた接客と独自の消費者研究により
売れないと悩む販売員にたった6カ月で売れる販売員に変身をさせる。
「橋本式売れる接客方程式®」を編み出し 研修にて実践した企業の売上を上げている。
具体例のある営業研修、販売員研修は幅広いメーカーや店舗など多くの企業から
高く評価され
全国からリピート講演・研修が絶えない。
特に、セールストークの研究開発を得意としており、上場企業での商品の売れるセールストークを
担当している。

座右の銘は　 
「販売は才能ではない。技術と真心である。」　 
「接客力はあなたの生きる力になる。」「販売が難しいのは思い込み」 
「売上の限界を自分でつくるな！」　等があり、
多くの悩める営業マンや販売員に希望と売上を与えている。
《主な講演・研修実績》
農林水産省　九州農政局、三井住友ＳＭＢＣコンサルティング株式会社
みずほ総合研究所株式会社、
三菱UFJリサーチ&コンサルティング株式会社
横浜銀行　浜銀総合研究所、スルガ銀行、
楽天トラベル株式会社、
日清製粉株式会社、大正製薬株式会社、株式会社リクシル
ブリヂストンサイクル株式会社
株式会社リーガルコーポレーション　他多数

《講演・研修内容の特徴》
販売員として、多業種にわたり、
計1000店舗以上の現場で培った
「なんでも売れるメソッド」はどの業界でも通じると好評。
例えば、橋本は薬剤師では無いため、薬の販売経験はないが
大正製薬本社で約300名・経営幹部・薬剤師を対象に講演を行ったところ
「目から鱗でした。」「これは使えます。」等々、大変高い評価を頂いている。
《主なTVメディア出演》
ＮＨＫ総合「プロフェッショナル仕事の流儀」　販売員 　橋本和恵
日本テレビ 「行列のできる芸能人通販王決定戦」 消費者心理コメンテーター出演
ＴＢＳテレビ「この差って何ですか？」出演

## 著作

### 書籍
- 『即効トークで3倍速く売るプロの販売』（日本実業出版社）　2008年
- 『誰でもアッという間に不思議なくらい商品が売れる販売員の法則』（大和書房）2013年

### DVD
- 『売れる販売術DVD』（日本経営合理化協会）
- 『売れる販売の学校』（株式会社売れる売れる研究所）